# دنی لوید
دنی لوید (انگلیسی: Danny Edward Lloyd؛ زادهٔ ۱ ژانویهٔ ۱۹۷۳) آموزگار و بازیگر خردسال سابق اهل ایالات متحده آمریکا است.
وی بیشتر برای بازی در نقش دنی تورنس در فیلم ترسناک درخشش (۱۹۸۰) به کارگردانی استنلی کوبریک شناخته شده‌است.